# Samuele I (catholicos di Iberia)
Samuele I, o Samoel I (in georgiano სამოელ I?; fl. V secolo), fu il secondo Catholicos della Chiesa ortodossa georgiana. È stato canonizzato il 17 ottobre 2002.

## Biografia
Al pari del suo predecessore Pietro I, Samuele era originario dei territori dell'Impero bizantino. Arrivò nel Principato di Iberia insieme a Pietro su invito del sovrano Vakhtang I e con la benedizione del patriarca di Costantinopoli. Samuele fu successivamente consacrato vescovo dal patriarca di Antiochia, dal quale la Chiesa georgiana dipese fino al 484.
A quel tempo la sede del catholicos di Iberia era sita nella città di Mtskheta. Il sovrano Dachi conferì a Samuele l'uso della città secondo la volontà del precedente regnante Vakhtang I. Il catholicos intraprese anche il progetto di costruzione della chiesa di Tsqarostavi, nella regione di Giavachezia. Samuele fu anche un intimo amico della regina martire Shushanik.

## Culto
Canonizzato dalla Chiesa ortodossa georgiana nel 2002, viene commemorato il 30 novembre.